# آنخلیکا ریورا
آنخلیکا ریورا اورتادو (تلفظ [aŋˈxelika riˈβeɾa uɾˈtaðo]; متولد ۲ آگوست ۱۹۶۹) خواننده، مدل و بازیگر تله‌نوولای مکزیکی است.
کارهای او به عنوان یک بازیگر شامل رسیدن به یک ستاره ۲ (۱۹۹۱)، خانم صاحبخانه (۱۹۹۵)، آنجلا (۱۹۹۸) به نظر بی‌گناه (۲۰۰۱)، ماریانای شب (۲۰۰۳)، تکیلای آگاو (۲۰۰۷) و آنچه بالا می‌رود (۲۰۰۹) می‌شود. نقش او در تله‌نوولای تقطیر عشق (۲۰۰۷)، منشأ لقب او «لا گاویاتو» است.

## زندگی
ریورا متولد مکزیکو سیتی است و پنج خواهر و یک برادر دارد.
او همچنین همسر انریکه پنیا نیتو رئیس جمهور مکزیک و بانوی اول مکزیک است.